# Історія ЛГБТ в поліції
Наявність співробітників ЛГБТ орієнтації у правоохоронних органах являється основовою кращого діалогу із суспільством. Історія ЛГБТК поліцейських  має багато суперечливих моментів. В правоохоронні органи  не відразу приймали представників негетеросексуальної орієнтації. Прийняті закони міжнародного значення про Права Людини зустрічали і зустрічають спротив щодо їхньої адаптації на національному рівні. На даний момент, як в США, так і в ряді багатьох інших країн створені підрозділи та комітети із співробітників ЛГБТ. Дозвіл щодо прийняття до лав правоохоронних органів надавався часто після змін законодавства. Як прийняття законів для захисту ЛГБТ, так і прийняття рішення допуску представників ЛГБТ, що здійснили камінгаут, залежить від ставлення до цього політиків, законодавців та більшості населення країни. 

## Різноманітність та включення у правоохоронні органи
Існує багато правоохоронних служб, в яких служать різні співробітники по кольору шкіри, релігійних поглядах, гендерних характеристиках і т.д. Різноманітність характеристик службовців стала основою для усунення дискримінації в рядах поліції США та інших країн.  
Інклюзивність, толерантність, еволюція,  підпорядкування вищому чину, міжсексуальність, важливість просування по службі спричинилися до прийняття відкритих ЛГБТ-людей в лави поліції . 
Не зважаючи на це, багато людей з ЛГБТК все ще зустрічаються зі значною дискримінацією в поліції. У дослідженні британських збройних сил у 2013 році Джонс та Вільямс встановили, що майже 20% офіцерів сексуальних меншин заявили, що зазнали дискримінації. У той же час, лише 25% цих осіб повідомили про інциденти із керівництвом. 
Далі представлена хронологія історії поліцейських лесбійок, геїв, бісексуалів, трансгендерів та квір (ЛГБТ). 

## 1960-ті роки

### 1969 рік
США
- У 1969 р. офіцером району Вашигтона, округу Колумбія стала відкрита лесбійка, що прослужила на посаді офіцера 12 із 32 років свого стажу.

## 1990-ті

### 1990 рік
Об'єднане Королівство
- У Великій Британії заснована Асоціація гей-поліції (GPA), члени якої займаються захистом ЛГБТ населення. До складу Асоціації гей-поліції входять співробітники ЛГБТ-спільноти

### 1991 рік
Канада
- Смерть Алена Броссо надихнула на створення об'єднаними зусиллями ЛГБТ-активістів та поліції Оттави "Комітет ЛГБТ-поліції Оттави". Комітет проводив просвітницьку діяльність для збільшення  чутливості до ЛГБТ-поліцейських, оскільки багато ЛГБТ-активістів відзначали ненависть та нетерпимість до гей-спільноти. «Навчання різноманітності» було тригодинним заняттям, яке проводилось для всіх 600 членів міської поліції міста Оттави. [3]

## 2000-ті

### 2004 рік
Європейський Союз
- Створена Європейська Асоціація Гей-Поліції  для підтримки та допомоги країнам, що розвиваються, у формуванні кращого потенціалу для надання правоохоронних послуг. [4]

### 2015 рік
Об'єднане Королівство
- У Великій Британії після розформування ГПД через кризові скорочення було створено Національну мережу поліції ЛГБТ, яка надала правоохоронні послуги Англії, Уельсу та Північній Ірландії .

## Інші ЛГБТ-асоціації
- Золота Державна Асоціація Миротворців
- Ліга  гей-офіцерів активістів

## Дивись також
- Історія ЛГБТК в журналістиці